# Южное общество декабристов
Южное общество декабристов — одна из двух, наряду с Северным обществом, основных тайных революционных организаций декабристов. Создано в марте 1821 года на базе Тульчинской управы Союза благоденствия. Возглавляла общество Директория в составе П. И. Пестеля, А. П. Юшневского и С. И. Муравьёва-Апостола.

## История
Южное общество было создано в марте 1821 года членами Тульчинской управы бывшего Союза благоденствия (П. И. Пестель, А. П. Юшневским, А. П. Барятинским и рядом других), которые образовали так называемую Коренную думу общества. В состав Директории — высшего органа управления обществом первоначально вошли Пестель и Юшневский. Вскоре членами Южного общества стали братья С. И. и М. И. Муравьёвы-Апостолы (при этом первый был введён в состав Директории), А. В. Поджио, Ф. Б. Вольф, а также ряд других лиц, бывших офицерами 1-й и 2-й армий, расквартированных в Малороссии.
Съезд 1822 года окончательно утвердил создание общества. На съезде 1823 года общество было разделено на 3 управы (филиала): Тульчинскую во главе с Пестелем (позже Барятинским), Каменскую во главе с Давыдовым и Волконским и Васильковскую во главе с С. И. Муравьёвым-Апостолом. Участники съезда 1824 года обсудили и одобрили программу общества — Русскую правду, написанную Пестелем. На съезде в 1825 году обсуждались вопросы о возможности организации восстания в армии против царизма.
Руководители Южного общества стремились объединиться с Северным обществом декабристов, однако это объединение в итоге так и не состоялось. Весной 1824 года Пестель вёл переговоры в Санкт-Петербурге с руководством Северного общества, но ему не удалось склонить к объединению на основе Русской правды, хоть северные декабристы готовы были принять республиканский принцип, а Пестель — идею Учредительного собрания вместо диктатуры Временного верховного правления. Была достигнута договоренность об общности действий в случае начала восстания и о созыве в 1826 объединительного съезда. В 1823-1825 велись переговоры Южного общества с польским Патриотическим обществом о возможности совместного выступления против царизма. В сентябре 1825 года в состав Южного общества вошло Общество соединённых славян, преобразованное в Славянскую управу.
Выступление, намеченное на лето 1826 года, было ускорено смертью Александра I. Обстановка «междуцарствия» и угроза разоблачения заставили декабристов перенести восстание сначала на 1 января (по старому стилю) 1826 года, а затем — на 14 декабря 1825 года.
13 декабря 1825 года был арестован Пестель, а несколько позже — и Юшневский. После поражения восстания в Петербурге Южное общество организовало восстание Черниговского полка, которое, однако, также было быстро разгромлено. После этого Южное общество окончательно прекратило своё существование, его члены предстали перед судом.

## Комментарии
1. ↑  Пестель даже предлагал заочно «для связи с Петербургом» ввести в Директорию Н. М. Муравьёва — Киянская О. И. Декабристы — М.: Мол. гвардия, 2015. — С. 136.